# Eli'ezer Waldman
Eli'ezer Waldman (hebrejsky אליעזר ולדמן‎; 11. února 1937 – 18. prosince 2021) byl izraelský rabín, politik a bývalý poslanec Knesetu za stranu Techija.

## Biografie
Narodil se v Petach Tikva. V letech 1946–1950 žil v USA. Absolvoval vysoké školy Yeshiva University a Brooklyn College, kde studoval filozofii a psychologii. Angažoval se v mládežnickém hnutí Bnej Akiva, v jehož izraelském vedení zasedal v letech 1980–1986. V roce 1976 byl členem světového sekretaritátu Bnej Akiva.

## Politická dráha
V roce 1972 se stal ředitelem vojensko-náboženské přípravky hesder ješiva v Hebronu, přičemž patřil k zakladatelům novodobého židovského osídlení v Hebronu. Spoluzakládal hnutí Guš emunim a strany Techija. Až do rozpadu strany byl členem ústředního výboru a sekretariátu Techija.
V izraelském parlamentu zasedl poprvé po volbách v roce 1984, do nichž šel za stranu Techija. Stal se členem výboru pro imigraci a absorpci, výboru pro vzdělávání a kulturu a výboru pro ústavu, právo a spravedlnost. Opětovně byl za Techiji zvolen ve volbách v roce 1988. Nastoupil jako člen do výboru pro imigraci a absorpci a výboru pro drogové závislosti. Mandátu poslance se ale vzdal během funkčního období, v lednu 1990, nahradil ho Eljakim Ha'ecni.